# Station Karpacz
Station Karpacz is een gesloten spoorwegstation in de Poolse plaats Karpacz. Op 2 april 2000 vertrok de laatste trein uit het station.
Inmiddels is het station gerenoveerd en huisvest het nu het speelgoedmuseum dat op 25 juni 2012 werd geopend op deze locatie.